# Rostislav Vondruška
Rostislav Vondruška, né le 24 mars 1961 à Kladno et mort le 2 juillet 2024, est un homme politique et chef d'entreprise tchèque.